# Machow Kołodieź
Machow Kołodieź (ros. Махов Колодезь) – wieś (ros. село, trb. sieło) w zachodniej Rosji, w sielsowiecie bolszesołdatskim rejonu bolszesołdatskiego w obwodzie kurskim.

## Geografia
Miejscowość położona jest nad rzeką Worobża, 7 km od centrum administracyjnego sielsowietu bolszesołdatskiego i całego rejonu (Bolszoje Sołdatskoje), 67 km od Kurska.
W granicach miejscowości znajdują się ulice: Mołodiożnaja, Nowosiołowka, Polewaja, Sadowaja, Sołowjinaja, Tienistaja, Centralnaja, Szkolnaja.

## Demografia
W 2010 r. miejscowość zamieszkiwały 194 osoby.

## Atrakcje wsi
- Pomnik poległych żołnierzy rodem ze wsi[2]